# 中尾謙太郎
中尾 謙太郎（なかお けんたろう、1933年3月6日 - ）は、日本中央競馬会(JRA)に所属した調教師である。前身の厩務員時代に五冠馬シンザンを担当したことで知られ、また中央競馬において厩務員出身者として最初の調教師となった。1996年度桜花賞優勝馬ファイトガリバー、1991年度JRA賞最優秀ダートホース・ナリタハヤブサ等を管理。実弟に調教師の中尾銑治、中尾正、甥に中尾秀正、義弟に宮本悳がいる。

## 経歴
1933年、京都競馬場で厩務員を務めていた中尾嘉蔵の長男として生まれる。太平洋戦争勃発後の1944年に嘉蔵が召集を受け、奈良県の祖父の元へ疎開、同地で終戦を迎えた。その後GHQの施設で勤務したのち、1951年に京都に戻り、武田文吾厩舎で厩務員となった。ほどなく重賞2勝を挙げるヤサカを担当。長身の中尾は競馬場内で「タケノコ」という渾名で知られた。

### シンザンとの出会い - 調教師へ
1963年、武田厩舎に入った3歳馬（当時の馬齢）の内、中尾は最も期待されていたオンワードセカンドを担当する予定であった。しかしシンザンの担当予定者が執拗に不満を口にしたため、担当馬が交代される。シンザンは当初それほど期待を受けていなかったが、翌1964年に史上2頭目のクラシック三冠を達成。ほか八大競走のうち天皇賞・秋と有馬記念も制し、日本競馬史上初の「五冠」を達成した。
シンザンに伴っての様々な経験から中尾も見識が広がり、その引退後、調教師への転身を考え始める。当時の日本競馬界では、厩務員は「馬丁」あるいは「別当」と呼ばれた最下級の存在であり、騎手・調教助手が調教師の「門下」とされるのに対し、厩務員は立場としては使用人であった。「厩務員が調教師になる」という発想自体が突飛なもので、最初の受験の際に願書を受け取りに行った時には、競馬会の職員から「あんた、ちょっとおかしいんじゃないのか」と言い放たれ、周囲からは「シンザンで稼いでのぼせてるんじゃないか」と陰口を叩かれたという。
以後は父・嘉蔵から紹介された玉谷敬治厩舎に移籍し、まず調教助手資格を取得。業務の傍ら試験勉強に勤しんだ。しかし試験には毎年不合格となり、7回目の不合格となった1973年には、3年前に騎手を引退した弟・銑治が先に調教師免許を取得した。しかし翌1974年、8度目の受験で合格を果たし、調教師免許を取得。厩務員出身者として初めての調教師となった。先例ができたことで他の厩務員にも大きな後押しとなり、1978年には同じく玉谷厩舎に所属していた末弟・正も調教師免許を取得。以後時代の変遷と共に、厩務員出身者の調教師試験合格は通例となった。

### 調教師時代
1976年夏、滋賀県栗東トレーニングセンターに自身の厩舎を開業。同年9月15日、小倉競馬第5競走をホリタスイセイが制し、管理馬初勝利を挙げた。1980年にはアリアケキングがタマツバキ記念を制し、重賞勝利を挙げる。1990年代後半に入ると、有力馬主の山路秀則から数々の所有馬を預託され、1991年の最優秀ダートホースとなったナリタハヤブサ、クラシック戦線を賑わせたナリタタイセイ、ナリタキングオーなどを管理した。そして1996年、ナリタタイセイの全妹・ファイトガリバーが桜花賞を制し、開業22年目で初めてのGI競走制覇を果たした。当初中尾は同馬も山路に所有を勧めたが、ナリタタイセイの体質が弱く、骨折で死亡していたこともあり断られたという。1998年には管理馬キョウトシチーでドバイワールドカップに挑戦し、国外遠征も経験した（結果は6着）。
以後、1997年のファンタジーステークスを制したロンドンブリッジを最後に重賞に勝利する管理馬はなくなり、2004年、定年により調教師を引退した。通算5144戦490勝、うち重賞16勝。

### 調教師引退後
地方競馬の馬主となった。主に園田競馬に預託している。

## 成績
| 通算成績 | 1着 | 2着 | 3着 | 4着以下 | 出走回数 | 勝率 | 連対率 |
| -------- | --- | --- | --- | ------- | -------- | ---- | ------ |
| 平地     | 477 | 461 | 499 | 3,570   | 5,007    | .095 | .187   |
| 障害     | 13  | 20  | 20  | 84      | 137      | .095 | .240   |
| 計       | 490 | 481 | 519 | 3,654   | 5,144    | .095 | .189   |

※数字は中央競馬成績のみ

### 主な管理馬
※括弧内は当該馬の優勝重賞競走。太字はGI級競走、*印は統一格付けのない地方競馬主催の中央・地方交流重賞競走。
- アリアケキング（1980年タマツバキ記念・春）
- プレジデントシチー（1987年朝日チャレンジカップ 1988年小倉記念 1990年*ブリーダーズゴールドカップ）
- ヤグラステラ（1988年サファイヤステークス 1990年福島記念）
- ナリタハヤブサ（1990年ウインターステークス 1991年フェブラリーハンデキャップ、ウインターステークス 1992年*帝王賞）
- ナリタタイセイ（1992年NHK杯）
- ナリタキングオー（1995年共同通信杯4歳ステークス、スプリングステークス、京都新聞杯）
- キョウトシチー（1995年ウインターステークス 1996年*名古屋大賞典、シーサイドステークス、*東京大賞典 1997年白山大賞典、浦和記念 1998年白山大賞典）
- ファイトガリバー（1996年桜花賞）
- ロンドンブリッジ（1997年ファンタジーステークス）
- ナリタオンザターフ（2001年名古屋優駿）

## 主な厩舎所属者
※太字は門下生。括弧内は厩舎所属期間と所属中の職分。
- 中尾正（1976年-1978年 調教助手）
- 宮本博（1985年-2003年 厩務員、調教助手）
- 角居勝彦（1986年-1996年 調教助手）
- 小林慎一郎（2000年-2004年 騎手）
- 宝来城多郎（2004年 騎手）